# Huntington (Staffordshire)
Huntington – wieś w Anglii, w hrabstwie Staffordshire, w dystrykcie South Staffordshire. Leży 12 km na południowy wschód od miasta Stafford i 188 km na północny zachód od Londynu. Miejscowość liczy 3720 mieszkańców.